# Nicks Nase
Nicks Nase ist ein Felsvorsprung im ostantarktischen Viktorialand. Er ragt in den Lawrence Peaks der Victory Mountains östlich des Mariner-Gletschers auf.
Wissenschaftler der deutschen Expedition GANOVEX III (1982–1983) nahmen die Benennung vor. Namensgeber ist der an der Forschungsreise beteiligte Schweizer Hubschrauberpilot Nick Schnidrig.